# Шавель, Константин Васильевич
Константин Васильевич Шавель — советский хозяйственный и государственный деятель, Герой Социалистического Труда.

## Биография
Родился в 1931 году в деревне Кухтичи. Член КПСС.
В 1948—1951 — тракторист Пограничной машинно-тракторной станции.
В 1951—1954 — матрос Краснознамённого Балтийскогофю флота.
В 1954—1991 — тракторист Пограничной МТС, тракторист-машинист колхоза «Перемога», звеньевой механизированного звена колхоза «Восток» Узденского района Минской области Белорусской ССР.
Указом Президиума Верховного Совета СССР от 13 декабря 1972 года присвоено звание Героя Социалистического Труда с вручением ордена Ленина и золотой медали «Серп и Молот».
Депутат Верховного Совета Белорусской ССР 8-го созыва. Делегат XXVI съезда КПСС.
Умер в 2005 году в Кухтичах.

## Награды и звания
- Герой Социалистического Труда (13.12.1972)
- Орден Ленина (13.12.1972)
- Орден Дружбы народов (16.03.1981)
- Орден Знак Почёта (08.04.1971)